# Krankheit

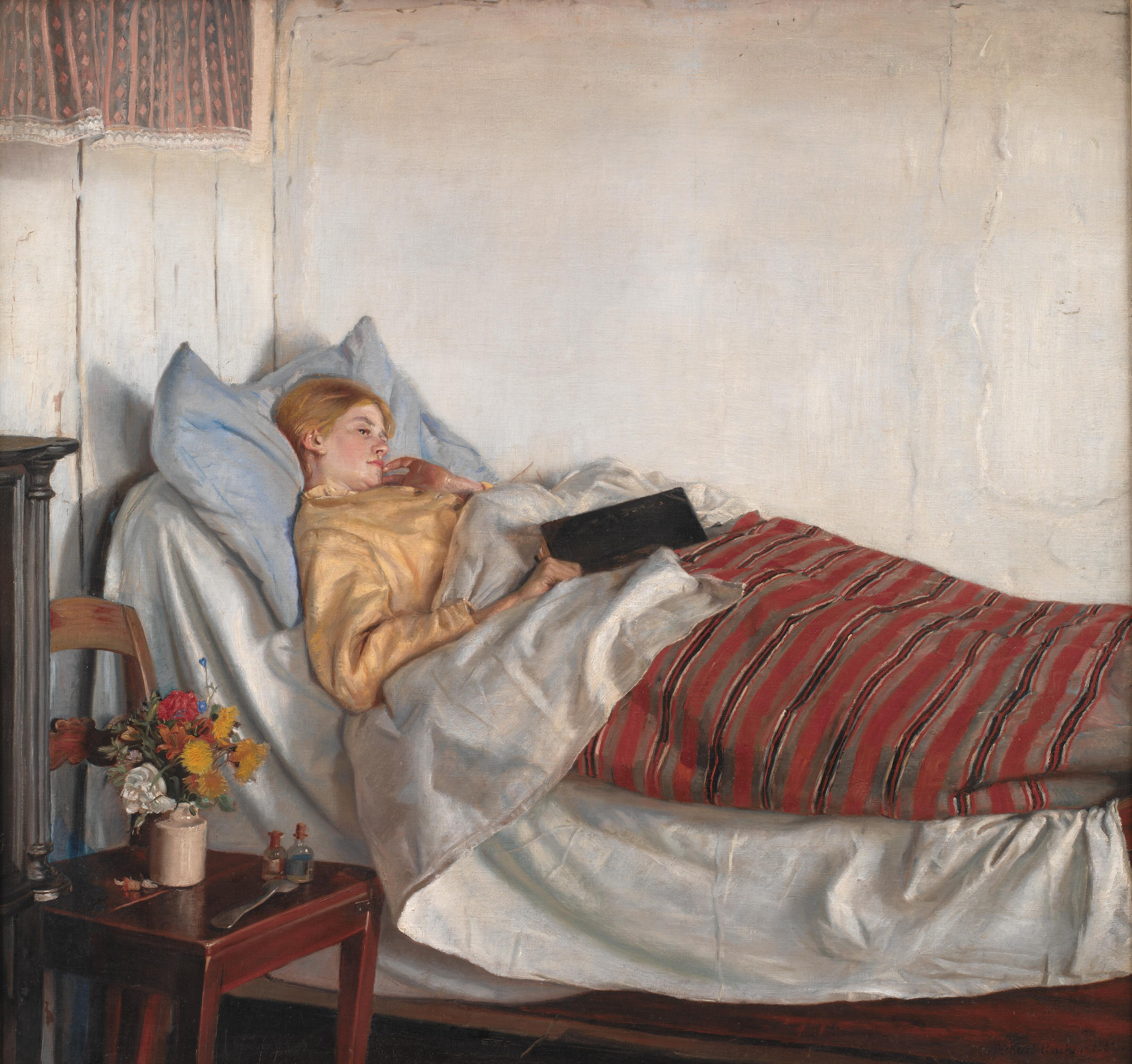
Den syge pige „Das sieche Mädchen“ (Ölgemälde von Michael Ancher 1882)

Krankheit, teils synonym mit Gebrechen, ist ein Zustand verminderter Leistungsfähigkeit, der auf Funktionsstörungen von einem oder mehreren Organen, der Psyche oder des gesamten Organismus eines Lebewesens beruht. Diese Störungen werden ihrerseits wahrscheinlich durch strukturelle Veränderungen von Zellen und Geweben hervorgerufen. Im Gegensatz zu Begriffsbestimmungen pragmatischer Art gibt es jedoch keine allgemeingültige naturwissenschaftliche Definition von Krankheit. Karl Jaspers sagte: „Daß in dem Worte ‚Krankheit‘ sich Wertbegriffe und Seinsbegriffe immer miteinander verschlingen, führt zu Täuschungen, die fast unvermeidlich erscheinen“. In der Tiermedizin wird der Begriff Tierkrankheit verwendet, für besonders ansteckende Krankheiten mit erheblicher wirtschaftlicher Bedeutung der Begriff Tierseuche.
Die Lehre von den Krankheiten ist die Pathologie, während die Nosologie sich mit der systematischen Einordnung, Einteilung und Beschreibung der Krankheiten beschäftigt. Die Lehre von der Entstehung und Entwicklung einer Krankheit ist die Pathogenese.

## Wortherkunft
Das Wort „Krankheit“ ist abgeleitet vom mittelhochdeutsch krancheit oder krankeit. Es bedeutete ursprünglich vor allem „Schwäche“ oder „Schwachheit“, abgeleitet von mittelhochdeutsch kranc mit Bedeutungen wie „schwach, kraftlos, hinfällig, geschwächt“. Zugrunde liegen wohl westgermanisch kranka („hinfällig“, vergleichbar zu althochdeutsch chrancholōn „schwach werden, straucheln“, mittelniederländisch crenken „jemanden verletzen“ und angelsächsisch cringan „sich winden, im Kampf niederstürzen, hinfällig sein“) sowie indogermanisch grengh- („ringeln“).
Die veraltete oder (schweizerisch) regionale Bezeichnung Gebresten geht zurück auf mittelhochdeutsch gebrëst(e) oder brëst mit den Bedeutungen „Krankheit“ oder „Gebrechen, Schaden“.

## Definition

### Krankheit und Gesundheit
Krankheit (lateinisch unter anderem insanitas, seit dem Mittelalter auch als Ungesundheit bezeichnet) wird oft im Gegensatz zu Gesundheit (lateinisch sanitas) definiert. Die Weltgesundheitsorganisation (WHO) hat allerdings Gesundheit auch schon 1946 als idealen Zustand optimalen Wohlbefindens definiert. Zudem ist Krankheit nicht die einzige mögliche Ursache für mangelhafte Gesundheit. Die Übergänge zwischen „Gesundheit“ und „Krankheit“ sind fließend. Vieles mag letztlich einfach eine Frage der Sichtweise sein, zumal der Ausdruck Krankheit keine biologische Konstante, sondern ein kulturelles wertbezogenes Konstrukt darstellt. So hat sich die Bezeichnung Befindlichkeitsstörung für Einschränkungen des leiblichen oder seelischen Wohlbefindens ohne objektivierbaren medizinischen Krankheitswert eingebürgert. Andererseits können als krankhaft definierbare Zustände auch ohne (subjektiven) Leidensdruck vorliegen.
Die normale Funktion eines Organismus ergibt sich aus der Regelhaftigkeit der Lebensvorgänge; in unterschiedlichem Ausmaß beinhaltet sie die Fähigkeit zur Anpassung an veränderte innere und äußere Bedingungen. Ihre Beurteilung durch Menschen weist auch Abhängigkeit von deren Normvorstellungen auf.
Als Funktionsstörung kann Krankheit verschiedene Bereiche lebendigen Seins betreffen und sich in deren Wechselwirkungen entwickeln. Physiologische Funktionen sind wesentliche Eigenschaft des Lebens. Organismen existieren in komplexen Umwelten und erhalten, erneuern und verändern sich durch beständigen stofflichen und energetischen Austausch. Viele Arten von Organismen leben in sozialen Zusammenhängen. Zu den Funktionen des Lebens gehört auch Verhalten und höherentwickelte Organismen weisen emotionale Funktionen auf. Die Personalität und Sozialität von Menschen funktioniert auch in Abhängigkeit von ihrer kulturellen Welt.
Die Zuordnung von Krankheiten bzw. Erkrankungen (zum Teil synonym mit Krankheiten) eines konkreten Lebewesens zu abstrakten „Krankheitskategorien“ gilt als wichtig im Zusammenhang mit der Entwicklung von Ansätzen zur Behandlung und ihren verwaltungsmässigen und wirtschaftlichen Rahmenbedingungen. Eine zu diesem Zweck entwickelte Systematik ist die Internationale Klassifikation der Krankheiten und verwandter Gesundheitsprobleme (ICD-10).

### Medizin
Krankheitsbegriff
Seit Jahrhunderten ist die Medizin bestrebt, den allgemeinen Krankheitsbegriff eindeutig zu definieren und abzugrenzen. Dabei hat sie sich mit verschiedenartigen Krankheitsbildern und konkreten Erkrankungen auseinanderzusetzen.
Letztlich führen verschiedene, nicht einheitliche Kriterien dazu, ob ein Gesundheitszustand als „Krankheit“ aufgefasst wird. In der Medizin herrscht stets eine Spannung zwischen der wissenschaftlichen Definition (Vorhandensein eines Krankheitsprozesses) und der Beeinträchtigung der Lebensqualität. Bei der Grippe zum Beispiel sind die Symptome und der Leidensdruck des Patienten deutlich, dem Krankheitsprozess an sich, der viralen Infektion, wird in der Praxis wenig Beachtung geschenkt. Anders bei einer Hämochromatose, die mit einer wenig belastenden Aderlasstherapie behandelt wird – die Lebensqualität bleibt hoch, trotz ernst zu nehmendem Krankheitsprozess. Bei anderen Erkrankungen kann das Leiden zeitweise sogar gänzlich fehlen, und es wird auf eine Fehlregulation des Organismus abgestellt (z. B. viele Krebserkrankungen im Frühstadium). Ebenso hat der medizinische Fortschritt und der gesellschaftliche Wandel zu Veränderungen geführt. Während früher erektile Dysfunktion als ein negativer, jedoch nicht-krankhafter körperlicher Zustand hingenommen wurde, wird sie heute, gerade dank besserer Behandlungsmöglichkeiten, als Krankheit akzeptiert.
Ein weiteres Problemfeld eröffnet sich bei psychischen Erkrankungen: Zwischen einem klaren subjektiven Leiden ohne Fremdgefährdung (etwa Depressionen oder Angststörungen), einer Abweichung von einer Norm (etwa Paraphilien, früher auch Homosexualität) und einer Fremdgefährdung ohne ein unmittelbares eigenes Leiden (manche Fälle einer narzisstischen Persönlichkeitsstörung oder Störung der Impulskontrolle) existieren zahllose Abstufungen.
Eine allumfassende, prinzipiell objektive Definition von „Krankheit“ ergäbe sich aus dem disease-weight-Wert der DALY-Methode. Ein Zustand mit einem geringen disease weight gälte dann nicht als krankhaft. Allerdings stammt diese Methode aus der Gesundheitsökonomie und weist wiederum verschiedene Schwächen auf.
Diagnose, Symptom, Syndrom, Krankheit und Krankheitsbild
Zur Erkennung von Krankheiten bei individuellen Patienten bedarf es entsprechender Untersuchungen (Diagnostik). Damit werden Befunde erhoben, welche der Erstellung einer Diagnose dienen können. Hat ein Mensch das Gefühl, „krank“ zu sein, oder ist bei jemandem eine Krankheit bereits erkannt worden, spricht man in der Medizin von einem Patienten.
Einzelne Beschwerden eines Patienten können Symptome definierbarer Krankheiten sein. Mehrere typischerweise gleichzeitig auftretende Symptome werden als Syndrom (Symptomkomplex) bezeichnet. Symptome oder Symptomenkomplexe, die auf eine gemeinsame Ursache (Ätiologie) zurückführbar sind, lassen die Bestimmung einer spezifischen Krankheit (Morbus) im Sinne der modernen Medizin zu (siehe Pathogenese). Eindeutig scheint dies, wenn notwendige oder hinreichende Krankheitsursachen feststellbar sind. Für definierte Infektionskrankheiten sind z. B. spezifische Krankheitserreger notwendig; manche angeborene Krankheiten treten zwingend bei bestimmten molekulargenetischen Veränderungen auf.
Oftmals sind Krankheiten aber auch nicht eindeutig auf nachweisbare Ursachen zurückzuführen. Mitunter werden sie dann durch regelhaft vorliegende strukturelle bzw. funktionelle Erscheinungen definiert. Die Gesamtheit aller für eine Krankheit typischen Erscheinungen ist das Krankheitsbild (Synonym: Entität), das in mehr oder weniger unterschiedlichen Ausformungen beobachtet werden kann. Die Lehre von den Krankheiten ist die Pathologie.

### Recht
Der Umstand, dass die Übergänge zwischen „Gesundheit“ und „Krankheit“ fließend sind, wirft auch juristische Probleme auf. Der Begriff „Krankheit“ selbst wird inhaltlich heftig diskutiert, insbesondere im sozialversicherungsrechtlichen Bereich.
Krankheit im Sinne des Sozialversicherungsrechts ist eine Störung des körperlichen oder seelischen Wohlbefindens, somit eine Abweichung von der Norm „Gesundheit“. (vgl. § 120 Abs. 1 Ziffer 1 ASVG, wonach Krankheit „ein regelwidriger Körper- oder Geisteszustand ist, der die Krankenbehandlung notwendig macht“.)
Der Bundesgerichtshof (BGH) hat am 21. März 1958 definiert: „Krankheit ist jede Störung der normalen Beschaffenheit oder der normalen Tätigkeit des Körpers, die geheilt, d. h. beseitigt oder gelindert werden kann.“ Nach einer neueren Formulierung des Bundessozialgerichts (BSG) wird im Kranken- und Unfallversicherungswesen unter Krankheit „ein regelwidriger Körper- oder Geisteszustand, der ärztlicher Behandlung bedarf und/oder Arbeitsunfähigkeit zur Folge hat“ verstanden. Dadurch ist der medizinische Krankheitsbegriff nicht deckungsgleich mit dem sozialrechtlichen. Entscheidende Kriterien für die Beurteilung als Krankheit im Sozialrecht sind:
- Behandlungsbedürftigkeit – nicht bei altersbedingten Erscheinungen; kosmetischen Behandlungen, die rein ästhetischer Natur sind (wie beispielsweise Haartransplantation), sehr wohl jedoch, wenn eine anerkannte medizinische Notwendigkeit vorliegt (wie beispielsweise Korrektur der Nasenscheidewand oder Behandlung von Narben)
- Wahrnehmbarkeit nach außen (z. B. Disharmonien der genetischen Werte erfüllen den Sachverhalt nicht)
- Besserung des Leidens oder Verhütung von Verschlimmerungen (die Behandlung muss nach den Grundsätzen der ärztlichen Wissenschaft erfolgversprechend sein)

Der letzte Punkt kann problematisch für unheilbare Krankheiten sein.
Davon ist im Sozialversicherungsrecht das Gebrechen (§ 154 ASVG) abzugrenzen. Dabei handelt es sich um unbehebbare Leiden, deren Entwicklung abgeschlossen ist und eine Möglichkeit auf ärztliche Einflussnahme im Sinne einer Heilung, Besserung oder Verhütung von Verschlimmerungen nicht möglich ist. Beschwerden durch Unfälle und deren Folgen werden in der Schweiz aus juristischer Sicht nicht dem Begriff „Krankheit“ zugerechnet.

## Geschichtliche und kulturelle Aspekte

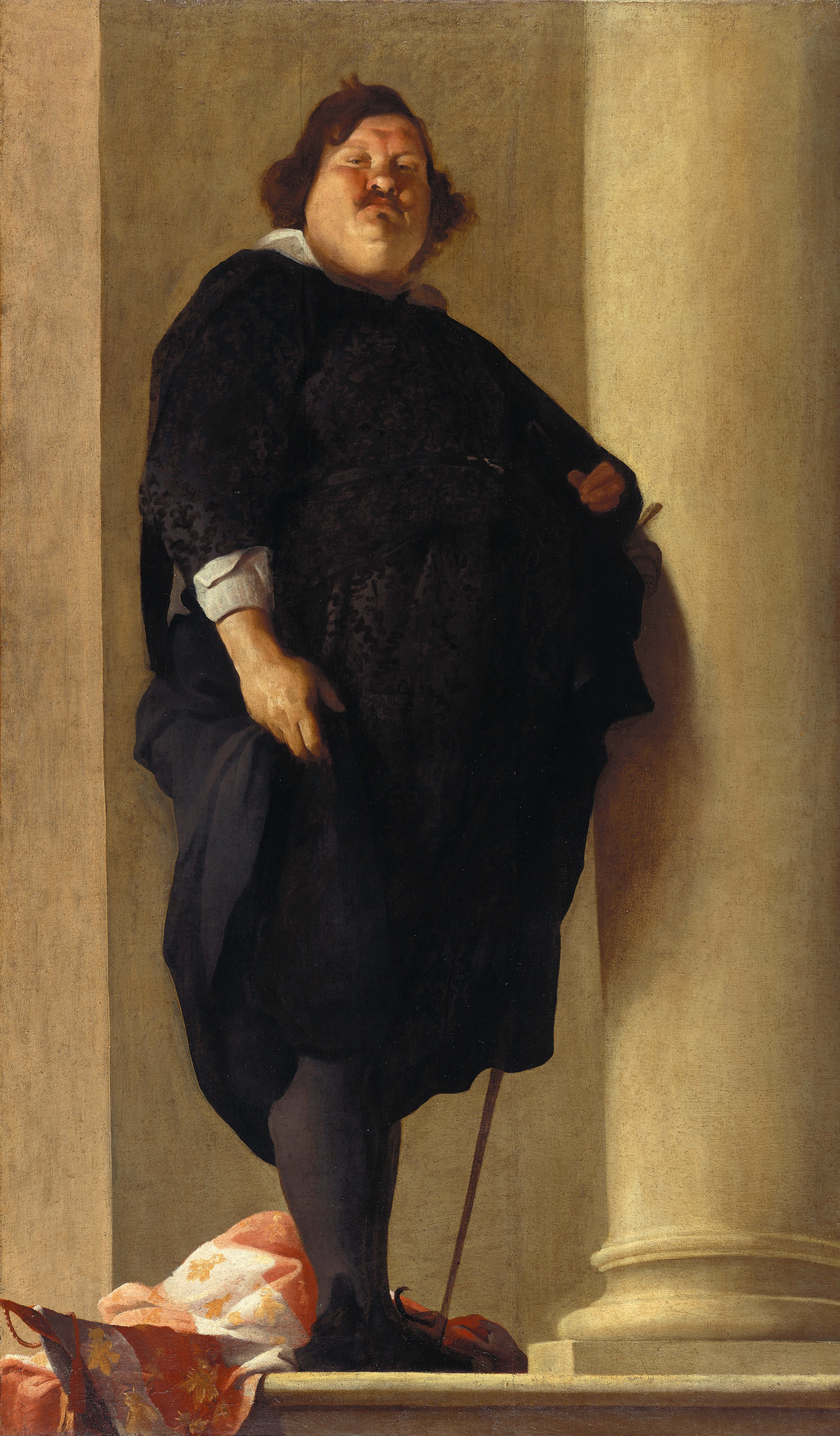
Porträt des Feldmarschalls Alessandro Marchese del Borro († 1656)

Erste, in der Steinzeit entstandene Krankheitstheorien waren in Bezug auf in den Körper eingedrungene Fremdkörper oder eine von außen entstandene Einwirkung rein empirisch, woraus sich dann eine Fremdkörper- und Emanationspathologie sowie eine „präanimistische“ Medizin entwickelten, deren Ziel es war, die Fremdkörper auszutreiben. Im Rahmen einer animistischen Weltanschauung schloss sich dann die Personifikation des Fremdkörpers (als Krankheitsdämon bzw. Besessenheit) an und eine übernatürliche Emanation als Zauber (als Dämonenvertreibung bzw. Gegenzauber). Mit Erreichen einer höheren Kulturstufe erschien die Krankheit als Strafe Gottes (Theurgische Pathologie) und die Heilhandlung erfolgte als Kulthandlung durch den Priesterarzt. Im alten Judentum wurde Krankheit als seelische und körperliche Läuterung des Menschen angesehen. Die im antiken Griechenland entstandene hippokratische Medizin definierte Krankheit als Störung im Säftehaushalt des Körpers und schuf damit die Krankheitstheorie der vor allem in der mittelalterlichen Schulmedizin grundlegenden Humoralpathologie.
Mit Beginn der Neuzeit wurde Krankheit zunehmend als Störung des Organismus begriffen.
Die Einordnung, das Maß der „Normalität“ überschreitender Veränderungen eines Menschen, hängt stark von der Kultur und der Epoche ab. So war Adipositas (Fettleibigkeit) in der Renaissance ein Status-Symbol, heutzutage wird sie allgemein als krankhaft betrachtet.
Dass bestimmte chemische Elemente die Grundbestandteile von lebenden Organismen sind, war zu Beginn des 19. Jahrhunderts dann auch Teil eines medizinischen Konzeptes des französischen, an die Entwicklungen in der Chemie seiner Zeit anknüpfenden Arztes Jean Baptiste Thimotée Baumes (1756–1828). Nach dessen 1806 publizierten Ansichten reagieren diese Elemente entsprechend ihrer chemischen Affinität im Körper. Krankheiten seien demnach neben Störungen im Wärmehaushalt und Wasserhaushalt auch solche des Stickstoffhaushalts oder Phosphorhaushalts.
Erste umfangreiche Untersuchungen zur Vererbbarkeit von Krankheit und von Krankheitsdisposition erfolgten ab dem Ende des 19. Jahrhunderts, etwa durch Rudolf Virchow, Johannes
Orth, Ernst Ziegler, Paul Baumgarten, Felix Victor Birch-Hirschfeld und Otto Lubarsch. Zur Übertragbarkeit von Krankheitserregern, Giften (und Immunstoffen) forschten um diese Zeit Erich Werner, Hermann Merkel, Adolf Gottstein und andere.

## Typische Reaktionen bei schwerer Krankheit
Vor allem schwere Krankheit muss laut dem Psychosomatiker Bräutigam nicht nur geistig, sondern auch emotional verarbeitet werden. Für die Auseinandersetzung mit einer Erkrankung gibt es ganz typische Reaktionsweisen:
- Rückzug in die kindliche Abhängigkeit: Diese Regression kann einerseits gut sein und die Energiereserven schonen, andererseits aber auch in übermäßige Forderung von Aufmerksamkeit und Fürsorge gipfeln.
- Verleugnung: Die Krankheit wird verleugnet und damit auch ein guter Umgang damit verhindert.
- Rationalisierung und Verschiebung: Die Probleme der Krankheit werden auf andere Ursachen geschoben und die Krankheit als Ursache verleugnet.
- Angstreaktionen und depressive Reaktionen

## Systematik
Systematische Einteilung von Krankheiten wird als Nosologie (Krankheitslehre) bezeichnet. Die Bezeichnungen der Krankheiten, die Abgrenzung einzelner Krankheitsbilder (Entitäten) gegeneinander und die Systematik der Krankheiten sind ständigem Wandel unterworfen (vgl. Liste historischer Krankheitsbezeichnungen). Die moderne Einteilung der Krankheiten im medizinischen Krankheitsmodell kann grob organbezogen nach den Hauptdiagnosegruppen (Major Diagnostic Categories, MDC) erfolgen.
Eine genauere Einteilung erlaubt die Internationale Klassifikation der Krankheiten (ICD-10), bzw. für den onkologischen Bereich entsprechend der ICD-O.
Eine an den bekannten oder vermuteten Ursachen orientierte Einteilung ist die nach
- Erbkrankheiten (durch Vererbung verursacht)
- Infektionskrankheiten (durch Infektionen verursacht)
  - Kinderkrankheiten
- Unfälle und Verletzungen (durch Außeneinwirkung verursacht)
- Vergiftungen, Verätzungen, Verbrennungen und andere durch chemische oder physikalische Noxen verursachte Schädigungen
- Degenerative Erkrankungen (durch Abnutzung von Organen oder Zellen verursacht)
- Autoimmunkrankheiten (das Immunsystem bekämpft gesunde Zellen)
- Tumorkrankheiten (Zellen entarten und wachsen unkontrolliert)
- Iatrogene Erkrankungen (durch ärztliche Behandlung verursachter Schaden)
- Psychische Erkrankungen
- Soziale Krankheiten
  - Zivilisationskrankheiten (falsche Ernährung, Bewegungsmangel u. a.)
  - Mangelerkrankungen
- Krankheiten, die durch Nahrungsmittel verursacht werden.

Eigenschaften, die statistisch für sich alleine betrachtet die Rate des Auftretens bestimmter Krankheitsbilder erhöhen, ohne ihrem Wesen nach für diese alleinig verantwortlich zu sein, werden als sogenannte Risikofaktoren bezeichnet. Als klassisches Beispiel sei hierzu die positive statistische Korrelation zwischen der Erhöhung des Blutdruckes und dem Auftreten kardiovaskulärer Erkrankungen angeführt.
Eine seelisch-körperliche Betrachtungs- und Heilweise, unter Berücksichtigung der emotionalen und sozialen Ursachen sowie der Persönlichkeit und des Lebensschicksals des Patienten versucht die psychosomatische Medizin. Neben der evidenzbasierten Medizin gibt es auch andere Betrachtungsweisen zu Krankheitsursachen bis hin zu Theorien über metaphysische und esoterische Zusammenhänge. Mit der gesellschaftlichen Bedingtheit von Erkrankung und Krankheitsverläufen sowie der staatlichen Steuerung des Gesundheitswesens beschäftigt sich die Medizinsoziologie.

## Ursachen und Verlauf
Als Ursachen für Erkrankungen werden in der modernen Medizin nennenswert abweichende Veränderungen vom gesunden Zustand von Teilen des Körpers betrachtet – und damit auch deren Funktion, sogenannte organpathologische Befunde.
Die Ursachen für diese Veränderungen lassen sich in innere und äußere Faktoren einteilen. Zu den inneren Faktoren gehören das allgemeine Altern, Erbkrankheiten und ererbte Anfälligkeiten/Anlagen, embryonale Fehlbildungen sowie psychische Erkrankungen. Diese sind wenig beeinflussbar. Demgegenüber sind äußere Faktoren, wie soziale Verhältnisse, Stress, Ernährung, Umweltbedingungen und Krankheitserreger gut beeinflussbar.
Krankheit führt – behandelt oder unbehandelt – zu Heilung, Remission, einem Rezidiv (oder mehreren Rezidiven), Leiden oder Tod.
Häufig verwendete Begriffe, die den zeitlichen Verlauf beschreiben, sind:
- akut – plötzlicher Beginn, z. B. grippaler Infekt
- subakut – allmählicher Beginn, z. B. Hepatitis B
- chronisch – längerer Verlauf, z. B. Multiple Sklerose
- chronisch rezidivierend – immer wieder auftretend, z. B. „chronische“ Bronchitis
- foudroyant bzw. fulminant – „blitzartig“ einsetzend und schwer verlaufend, z. B. Sepsis

## Krankheitsmodell
Unter einem Krankheitsmodell versteht man einen wissenschaftstheoretischen Ansatz, mit dem Ziel, in modellhaft vereinfachter Form eine Krankheit zu erklären.
Eine Diskussion um Krankheitsmodelle ist aus der Frage entstanden, welches der objektive Unterschied zwischen normal und anormal als krankhaft sei. Diese Unterscheidung betrifft meist nicht das Urteil des Kranken selbst, sondern das seiner Umgebung. Es ist auf den vermeintlich Kranken gerichtet und gibt die Auffassungen der nächsten Angehörigen und des sozialen Umfeldes über Krankheit wieder. Es umfasst somit auch einen soziologischen und epidemiologischen Aspekt, der z. B. in der Medizinsoziologie und in der Sozialpsychiatrie von Interesse ist.
Ein weiterer Ansatz betrifft die Kontroverse zwischen durchgehendem und uneinheitlichem Behandlungsansatz. Der durchgehende Ansatz besagt, dass ein einheitliches gesundheitliches Erklärungsprinzip sowohl für Gesunde als auch Kranke ausreiche. Das uneinheitliche Prinzip besagt, dass für Kranke besondere eigengesetzliche Prozesse ablaufen, die einer spezialisierten Behandlung je nach Art des festgestellten Falles bedürfen. Die Forderung nach einem einheitlichen Behandlungsprinzip geht auf die Forderung von Ludolf von Krehl zurück, dass der Arzt nicht verschiedene Krankheiten behandeln solle, sondern eher den Kranken als Person im Auge zu halten habe. Dieses Prinzip trägt sehr zur Vermenschlichung der Krankenbehandlung bei und nimmt dem Kranken das gesellschaftliche Stigma des Abnormen und Unverständlichen.